# CongoSat 01
O CongoSat 01 é um satélite de comunicação geoestacionário congolês que será construído pela Academia Chinesa de Tecnologia Espacial (CAST). Ele será operado pela Renatelsat. O satélite será baseado na plataforma DFH-4 Bus e sua expectativa de vida útil será de 15 anos.

## História
A República Democrática do Congo contratou em novembro de 2012 a CAST para produzir e lançar seu primeiro satélite de comunicações. O satélite chamado de CongoSat 01 irá basear-se na plataforma de satélite DFH-4 Bus.

## Lançamento
O satélite está planejado para ser lançado ao espaço no ano de 2018, por meio de um veículo Longa Marcha 3B/G2 que será lançado a partir do Centro Espacial de Xichang, na China.